# Gmina Cewice
Cewice és un gmina (districte administratiu) rural al voivodat de Pomerània, al comtat de Lębork, al nord de Polònia. La capital és Cewice,que està aproximadament a 13 km al sud de Lębork i a 59 km a l'est de la capitald e la regió, Gdańsk. El gmina ocupa una àrea de 187 km² i el 2006, la seva població total era de 6.891 habitants. Gmina Cewice té frontera amb el poble de Lębork i amb els gmines de Czarna Dąbrówka, Łęczyce, Linia, Nowa Wieś Lęborska, Potęgowo i Sierakowice.